# Березовський міський округ (Свердловська область)
Бере́зовський міський округ (рос. Берёзовский городской округ) — адміністративна одиниця Свердловської області Російської Федерації.
Адміністративний центр — місто Березовський.

## Населення
Населення міського округу становить 74754 особи (2018; 68772 у 2010, 63351 у 2002).

## Склад
До складу міського округу входять 18 населених пунктів:
| Населений пункт            | Населення, осіб (2002) | Населення, осіб (2010) |
| -------------------------- | ---------------------- | ---------------------- |
| Безрічний, селище          | 138                    | 110                    |
| Березовський, місто        | 46744                  | 51651                  |
| Зелений Дол, селище        | 43                     | 40                     |
| Кедровка, селище           | 2445                   | 2486                   |
| Ключевськ, селище          | 1988                   | 2013                   |
| Красногвардійський, селище | 9                      | 24                     |
| Липовський, селище         | 0                      | 0                      |
| Лосиний, селище            | 2226                   | 2355                   |
| Луб'яний, селище           | 226                    | 232                    |
| Молодіжний, селище         | 265                    | 250                    |
| Монетний, селище           | 5632                   | 5633                   |
| Мурзинський, селище        | 1                      | 12                     |
| Октябрський, селище        | 118                    | 127                    |
| Острівне, селище           | 267                    | 229                    |
| Сарапулка, селище          | 900                    | 1037                   |
| Солнечний, селище          | 188                    | 183                    |
| Станова, селище            | 454                    | 452                    |
| Старопишминськ, селище     | 1707                   | 1938                   |

## Найбільші населені пункти
| № | Населений пункт | Населення, осіб (2002) | Населення, осіб (2010) |
| - | --------------- | ---------------------- | ---------------------- |
| 1 | Березовський    | 46 744                 | 51 651                 |
| 2 | Монетний        | 5 632                  | 5 633                  |
| 3 | Кедровка        | 2 445                  | 2 486                  |
| 4 | Лосиний         | 2 226                  | 2 355                  |
| 5 | Ключевськ       | 1 988                  | 2 013                  |
| 6 | Старопишминськ  | 1 707                  | 1 938                  |
| 7 | Сарапулка       | 900                    | 1 037                  |